# Christian Schmidt-Timmermann
Christian Schmidt-Timmermann (* 1958 in Regensburg) ist ein deutscher Sänger (Bass) und Hochschullehrer.

## Leben
Christian Schmidt-Timmermann erhielt als Jugendlicher seine ersten musikalischen Impulse bei seiner Mitwirkung im Kirchenchor. Nach dem Abitur studierte er an der Hochschule für Musik in München neben Schulmusik für Gymnasien zusätzlich Sologesang, Operndarstellung sowie Lied- und Oratoriengesang. Anschließend war er unter anderem als Dozent für Gesang am Mozarteum (Mozarteum Salzburg, Abteilung Musikpädagogik in Innsbruck) und in Augsburg (heute Leopold-Mozart-Zentrum) tätig. Im Jahr 2004 wurde er als Professor für Gesang an die Hochschule für Katholische Kirchenmusik und Musikpädagogik in Regensburg berufen.
Neben seiner Lehrtätigkeit bezeugen eine internationale Konzerttätigkeit und die Einspielung von fast vierzig CDs sein musikalisches Schaffen. Er war über viele Jahre Mitglied der Singphoniker.